# Lee Sang-ho (snowboarder)
Lee Sang-ho (Jeongseon, 12 settembre 1995) è uno snowboarder sudcoreano, medaglia d'argento nello slalom gigante parallelo alle Olimpiadi di Pyeongchang 2018.

## Biografia
Originario della Contea di Jeongseon e specializzato nello snowboard parallelo Sang-ho Lee ha esordito a livello internazionale il 20 agosto 2010 in una gara FIS di slalom gigante parallelo tenutasi a Mount Hutt, in cui Lee ha ottenuto il 9º posto. Ha debuttato in Coppa del Mondo il 13 dicembre 2013 a Carezza, chiudendo al 52º posto il gigante parallelo.
Nel 2014 giunge secondo nello slalom gigante parallelo ai Mondiali juniores svolti a Chiesa in Valmalenco; l'anno successivo riesce a migliorarsi nella stessa competizione svoltasi a Yabuli, in Cina, vincendo l'oro nella stessa disciplina e il bronzo nello slalom parallelo. Prende parte alle XXVII Universiadi invernali posizionandosi al sesto posto nello slalom gigante parallelo.
Partecipa ai Giochi asiatici di Sapporo 2017 vincendo due medaglie d'oro nello slalom e nello slalom gigante. Nello stesso anno sale per la prima volta nella sua carriera sul podio in Coppa del Mondo, chiudendo in seconda posizione il gigante parallelo di 
Kayseri vinto dall'auatriaco Andreas Prommegger.
Alle Olimpiadi di Pyeongchang 2018, vince l'argento nel gigante parallelo alle spalle dello svizzero Nevin Galmarini, Lee Sang-ho diventa il primo asiatico a vincere una medaglia olimpica nello snowboard..
Durante la stagione di Coppa del Mondo 2022 ottiene la sua prima vittoria nel massimo circuito, imponendosi nello slalom parallelo a Bannoye dell'11 dicembre 2021. Nella stessa stagione sale altre 5 volte sul podio e si aggiudica la Coppa del Mondo di parallelo.
Ai Mondiali di snowboard di Engadina 2025 ha vinto il bronzo nello slalom gigante parallelo, prima medaglia iridata per la Corea del Sud nello snowboard alpino.
In carriera ha preso parte a due edizioni dei Giochi olimpici invernali, vincendo una medaglia nel 2018, e a dieci dei Campionati mondiali di snowboard.

## Palmarès

### Olimpiadi
- 1 medaglia:
  - 1 argento (slalom gigante parallelo a Pyeongchang 2018)

### Mondiali
- 1 medaglia
  - 1 bronzo (slalom gigante parallelo a Engadina 2025)

### Mondiali juniores
- 3 medaglie:
  - 1 oro (slalom gigante parallelo a Yabuli 2015)
  - 1 argento (slalom gigante parallelo a Chiesa in Valmalenco 2014)
  - 1 bronzo (slalom parallelo a Yabuli 2015)

### Universiadi
- 1 medaglia:
  - 1 bronzo (slalom parallelo a Krasnojarsk 2019)

### Coppa del Mondo
- Vincitore della Coppa del Mondo di parallelo nel 2022
- Vincitore della Coppa del Mondo di slalom parallelo nel 2024
- 14 podi:
  - 3 vittorie
  - 6 secondi posti
  - 5 terzi posti

#### Coppa del Mondo - vittorie
| Data             | Luogo      | Paese    | Disciplina |
| ---------------- | ---------- | -------- | ---------- |
| 11 dicembre 2021 | Bannoye    | Russia   | PGS        |
| 21 gennaio 2024  | Pamporovo  | Bulgaria | PSL        |
| 9 marzo 2024     | Winterberg | Germania | PSL        |

Legenda:

PGS = Slalom gigante parallelo

PSL = Slalom parallelo